# 南川聖心堂
南川聖心堂，俗稱南川天主堂，是一座位於重慶市南川區後街新建路15號的天主教堂。該堂建成年代為1914年，2009年12月15日列為第二批重慶市文物保護單位。